# Saint-Symphorien-de-Mahun

Saint-Symphorien-de-Mahun este o comună în departamentul Ardèche din sud-estul Franței. În 1 ianuarie 2022 avea o populație de 117 de locuitori.